# 545
545 (DXLV) var ett normalår som började en söndag i den julianska kalendern.

## Händelser

### Okänt datum
- Ostrogoterna belägrar Rom.
- Klostret i Clonmacnoise byggs.

## Födda
- Gunthchramn, frankisk kung.
- Fei Qidi, kejsare av norra Qi.
- Galswinthia, merovingisk drottning.

## Avlidna
- Clotilda, frankisk drottning.